# Beaumont-de-Pertuis
Beaumont-de-Pertuis là một xã của tỉnh Vaucluse, thuộc vùng Provence-Alpes-Côte d'Azur, miền đông nam nước Pháp.